# Гоянул-Ноу (Кишинів)
Гоянул-Ноу (рум. Goianul Nou) — село в складі муніципію Кишинів в Молдові. Входить до складу сектора Ришкани та до складу комуни, адміністративним центром якої є село Стеучень. В селі є медпункт та Будинок культури.